# Ermolaev Er-2
L'Ermolaev Er-2 (in cirillico Ермолаев Ер-2) o anche Yermolaev Yer-2 nella letteratura anglosassone, era un bombardiere medio a lungo raggio con configurazione ad ala di gabbiano rovesciata progettato dall'OKB diretto da Vladimir Grigor'evič Ermolaev e sviluppato in Unione Sovietica negli anni quaranta.
Impiegato dalla Sovetskie Voenno-vozdušnye sily (VVS), l'Aeronautica militare dell'Unione Sovietica, prese parte ad alcuni attacchi notturni su Berlino durante la seconda guerra mondiale. Noto anche con la denominazione DB-240 (ДБ-240), il progetto derivava dall'aereo da trasporto Bartini Stal-7 ("acciaio-7") disegnato dal progettista italiano Roberto Oros di Bartini, trasferitosi in Unione Sovietica.

## Storia del progetto
Il predecessore dello Ermolaev ER-2, Lo Stal-7, era un progetto caratterizzato dalla innovativa ala a gabbiano rovesciato e dalla fusoliera a sezione triangolare introdotte da Bartini. Fu messo a punto negli anni trenta e dimostrò potenzialità in termini di prestazioni e raggio di azione di assoluto rilievo per l'epoca, ottenendo giudizi positivi dai piloti collaudatori in termini di sicurezza del volo. Le fortune del progetto subirono un brusco fermo con l'arresto da parte della polizia politica di Bartini, insieme a altri progettisti aeronautici, il 14 febbraio 1938 durante il grande terrore.
Un discepolo di Bartini, Vladimir Grigor'evič Ermolaev, subentrò nella gestione dello studio tecnico. Stante la politica militare dell'URSS dell'epoca, che individuava nel Regno Unito la più probabile minaccia, Ermolaev riuscì ad ottenere l'attenzione di Stalin, proponendo la conversione dello Stal-7 in un bombardiere con 5000 km di autonomia, in grado cioè di raggiungere le isole britanniche. Ottenuta l'autorizzazione a procedere con lo sviluppo, Ermolaev venne messo a capo di un suo ufficio tecnico, l'OKB-240. Iniziò quindi il lavoro di potenziamento del modello studiato da Bartini, conservando la geometria e le soluzioni aerodinamiche, installando motori più potenti e in grado di garantire le prestazioni promesse al dittatore. Lottando contro la concorrenza, in termini di risorse e personale qualificato, messa in atto da parte di uffici tecnici più affermati, quale quello di Tupolev, il prototipo effettuò il primo volo il 14 maggio 1940 con il nome di DB-240. Ermolaev nelle corrispondenze ufficiali tendeva a sovrastimarne le prestazioni e ottenne dal governo centrale la decisione di produrre 70 aerei nella rimanente parte del 1940 più altri 800 nel 1941.
La produzione di serie iniziò nell'ottobre dello stesso anno presso gli stabilimenti aeronautici numero 18 di Voronež e 125 (39) di Irkutsk al confine con la Mongolia. La produzione fu interrotta nel settembre 1941 e riprese nel 1944 per un totale di 462 esemplari.

## Versioni
Ер-2 (М-105)
equipaggiato con una coppia di motori Klimov M-105.
Ер-2 (АМ-37)
equipaggiato con una coppia di motori Mikulin AM-37.
Ер-2 (АЧ-30Б)
equipaggiato con una coppia di motori diesel Čaromskij AČ-30B.

## Utilizzatori
Unione Sovietica
- Sovetskie Voenno-vozdušnye